# Святополк-Мирский, Александр Сергеевич
Алекса́ндр Серге́евич Святопо́лк-Ми́рский (1879, Терская область — 1915, около с. Бринь) — полковник Чеченского конного полка, герой русско-японской и Первой мировой войн.

## Биография

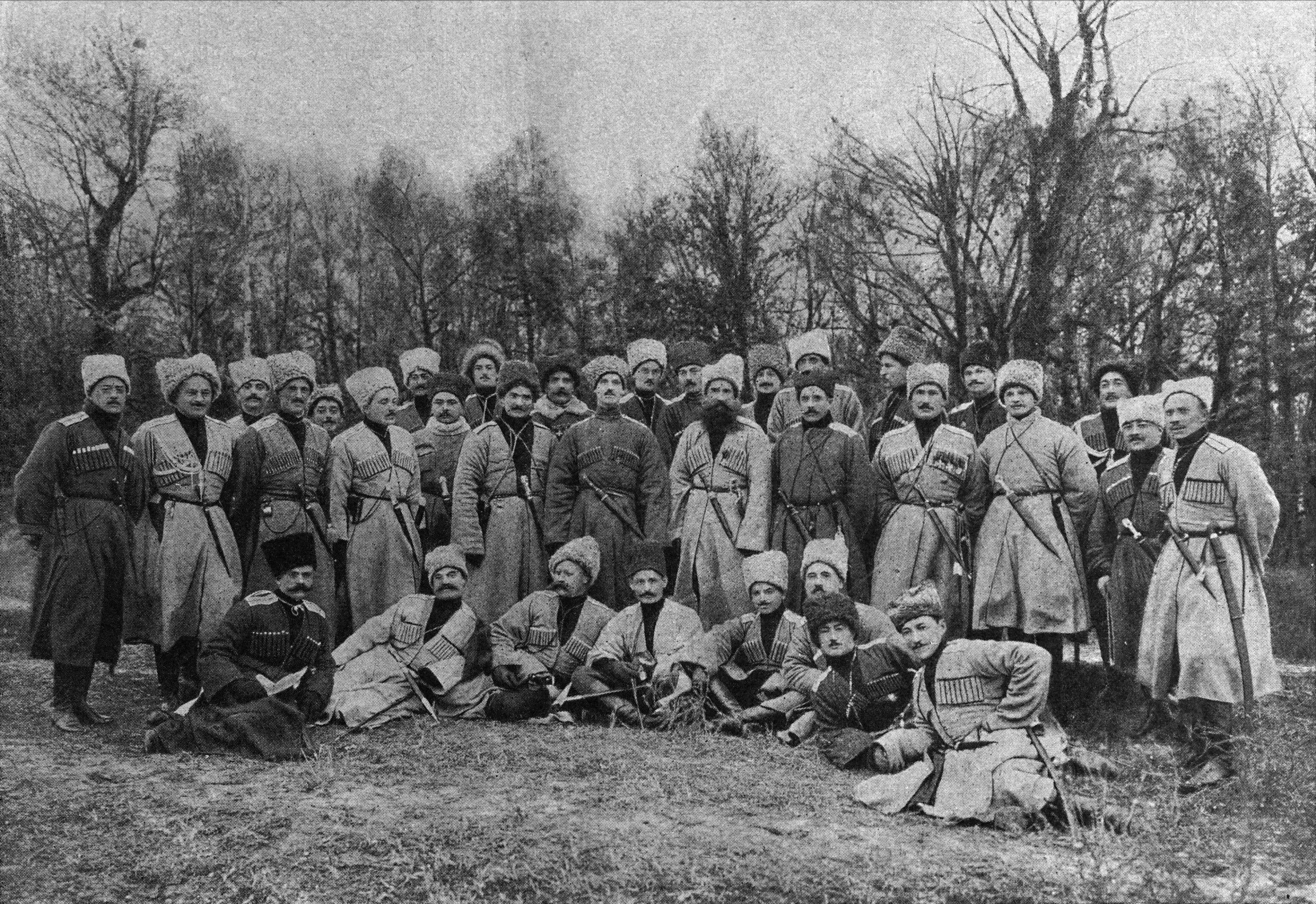
С великим князем Михаилом Александровичем среди офицеров 2-й бригады Кавказской туземной дивизии.

Православный. Из потомственных дворян Витебской губернии.
Окончил Владимирский Киевский кадетский корпус (1895) и Константиновское артиллерийское училище (1897), откуда выпущен был подпоручиком в 21-ю артиллерийскую бригаду.
Участвовал в Китайской кампании 1900—1901 годов, 4 сентября 1900 года был переведен в 3-ю Забайкальскую казачью батарею с переименованием в хорунжие. За боевые отличия награжден двумя орденами. 25 сентября 1901 года переведен обратно в 21-ю артиллерийскую бригаду, а 25 августа 1902 года произведен в поручики «за выслугу лет».
С началом русско-японской войны, 11 апреля 1904 года переведен в 1-й Читинский полк Забайкальского казачьего войска, с переименованием в сотники. Удостоен ордена Св. Георгия 4-й степени
За то, что в мае 1904 года, вызвавшись произвести разведку в тылу японской армии, искусно пробрался в тыл неприятельского расположения, оставив разъезд пошел один пешком на дорогу в Фынхуанчен-Пьемынь и прислал оттуда несколько важных донесений, а затем, будучи захвачен в плен и узнав там важные для нашей армии сведения, бежал, но был вторично взят в плен, успев, однако, послать в нашу армию донесения о расположении и деятельности армии Куроки. Будучи же после этого отвезен в плен в Японию, несмотря на рану, переломы костей и вывих ключицы, не оставлял мысли вернуться в действующую армию и несколько раз покушался бежать, но безуспешно.
По окончании войны вернулся из плена, состоял адъютантом Забайкальской казачьей бригады, адъютантом командующего войсками Туркестанского военного округа. 10 июля 1906 года произведен в подъесаулы «за выслугу лет».
17 июня 1908 года переведен в 1-й Таманский полк Кубанского казачьего войска, а 26 ноября того же года произведен в есаулы «за отличие по службе». Окончил Офицерскую кавалерийскую школу «успешно». С 22 августа 1911 года был назначен исправляющим должность начальника казачьего отдела Офицерской кавалерийской школы, а 26 февраля 1912 года произведен в войсковые старшины «за отличие по службе», с утверждением в должности. 5 июня 1913 года отчислен от должности. 16 января 1914 года переведен в 1-й Черноморский казачий полк.
С началом Первой мировой войны, 16 августа 1914 года назначен командующим 3-м Черноморским казачьим полком, а 26 августа — командующим Чеченским конным полком с переименованием в подполковники. Удостоен ордена Св. Георгия 3-й степени
За то, что при наступлении австрийцев в первой половине января 1915 года в направлениях к Ломне и Лутовиско, состоя в чине подполковника и командуя этим полком, упорно удерживал натиск превосходных сил противника и выяснил важное сведение о нем. В последующих боях неоднократно выказывал подвиги героизма и храбрости, а 15 февраля 1915 года, в бою у д. Бринь, находясь впереди своих стрелковых цепей и руководя действиями своего полка, был смертельно ранен.
31 января 1915 года произведен в полковники «за отличия в делах против неприятеля», с утверждением в должности. Убит 15 февраля 1915 года в бою у села Бринь, ведя свой полк в атаку.

## Награды
- Орден Святого Станислава 3-й ст. с мечами и бантом (ВП 5.02.1903)
- Орден Святого Владимира 4-й ст. с мечами и бантом (ВП 6.02.1903)
- Орден Святого Станислава 2-й ст. с мечами (ВП 24.01.1906)
- Орден Святой Анны 2-й ст. (ВП 10.09.1906)
- Орден Святого Георгия 4-й ст. (ВП 12.02.1907)
- Орден Святого Георгия 3-й ст. (ВП 3.11.1915)